# Vajdafy József
Vajdafy József (Vojdisek József, Pest, 1797. március 19. – Budapest, 1888. március 21.) ügyvéd, törvényszéki tanácsos.

## Élete
Polgári szülőktől született. Apja, Vojdisek Mátyás szűcsmester Znaimból, anyja, Geng Johanna, Elzászból származott. Apja szűcsnek szánta, és amikor ő tovább akart tanulni, megvont tőle minden támogatást. A szülői háztól nem támogatva, magántanítással tartotta fenn magát; hegedülni is megtanult és a nyelvek iránt viseltetett nagy vonzalommal. 1817-ben a pesti egyetemen jogi tanulmányait befejezvén, a francia és olasz nyelvekből tanári oklevelet nyert.
1818-ban Pest városánál tisztviselőnek választották. 1825-ben megszerezte a pesti polgárjogot, és már 1834-ben tanácsnok lett. Mint tanácsos előszeretettel fordult a város oktatásügyéhez, 1844-ben a tanács nemzeti iskolaigazgatónak választotta meg. Számos reform fűződik a nevéhez, többek közt nagy szerepet vállalt az iskolai oktatás magyar nyelvűvé tételében. 1848-ban a márciusban kiütött szabadságharc következtében évi 600 forinttal nyugalmazták. Iskolaigazgatói állását sem tarthatta meg, annak ellenére, hogy 242 pesti szülő írta alá az erről szóló kérvényt. 
Hogy nyolc gyermekét eltarthassa, ügyvédek mellett vállalt munkát, majd Babarczy Antal császári és királyi biztos mellett kapott magántitkári állást. Ezért viszont Pest visszafoglalása után vértörvényszék elé állították, amely azonban vádalap hiányában felmentette. A szabadságharc lezajlása után Luka Sándor császári és királyi igazságügyi miniszteri biztos mellett titkár lett; 1851-ben a pestmegyei törvényszék ülnökévé, négy év múlva pedig 1400 forintnyi évdíjjal Székesfehérvárra megyei törvényszéki ülnökké nevezték ki. 1861-ben Vojdisek családi nevét Vajdafyra változtatta. 1864-ben nyugalomba vonult. Még 1887-ben 90 éves kora dacára szemüveg nélkül olvasott és írt.

## Munkái
- Exposition et application des principes de la langue française que fera publiquement... d'aprés les leçons de Louis Séhéts. Pesth, 1821
- Adressbuch der königl. freyen Stadt Pesth. Herausgegeben von Joseph Vojdisek. Uo. 1822
- Ueber den Credit, vom Grafen Stefan Széchényi. Aus dem Ungarischen übersetzt von Joseph Vojdisek. Leipzig, 1830 (2. jav. és bőv. kiadás. Uo. 1830)
- Ueber Pferde, Pferdezucht und Pferderennen vom Grafen Stefan Széchényi. Aus dem Ungarischen übersetzt. Uo. 1830
- Ueber die Steuer und noch Etwas v. Balásházy. Aus dem Ung. übers. Pesth, 1830
- Toldalék-észrevételek gróf Széchenyi István Hitel czímü munkájához. Egy hazafitól. Pesten, Wigand Ottó, 1831
- A magyar házi ügyvéd. Uo. 1831 (Németül. Uo. 1831)
- P. Virgilius Maro Aeneise. Ford. Vajdafy József. Uo. 1867
- Q. Horatius Flaccus Ódái. Ford és jegyzetekkel ellátta. Két rész (I-IV. ének). Uo. 1868
- Caius Salustius Crispus munkái. Jugurtha Ford. Vajdafy József. 2. jav. kiadás. Pest, 1871. Két füzet. (5. jav. k. Vajdafy Géza által. Uo. 1908. Római remekírók 12., 13.)